# Houston (Minnesota)
Houston és una població dels Estats Units a l'estat de Minnesota. Segons el cens del 2000 tenia 1.020 habitants.

## Demografia
Segons el cens del 2000, Houston tenia 1.020 habitants, 434 habitatges, i 255 famílies. La densitat de població era de 419 habitants per km².
Dels 434 habitatges en un 27% hi vivien nens de menys de 18 anys, en un 45,6% hi vivien parelles casades, en un 11,3% dones solteres, i en un 41,2% no eren unitats familiars. En el 37,8% dels habitatges hi vivien persones soles el 23% de les quals corresponia a persones de 65 anys o més que vivien soles. El nombre mitjà de persones vivint en cada habitatge era de 2,19 i el nombre mitjà de persones que vivien en cada família era de 2,85.
Per edats la població es repartia de la següent manera: un 22,7% tenia menys de 18 anys, un 6,4% entre 18 i 24, un 22,4% entre 25 i 44, un 19,8% de 45 a 60 i un 28,7% 65 anys o més.
L'edat mediana era de 44 anys. Per cada 100 dones de 18 o més anys hi havia 75,1 homes.
La renda mediana per habitatge era de 29.236 $ i la renda mediana per família de 38.462 $. Els homes tenien una renda mediana de 31.161 $ mentre que les dones 21.691 $. La renda per capita de la població era de 17.087 $. Entorn del 8,2% de les famílies i el 10,3% de la població estaven per davall del llindar de pobresa.

## Poblacions més properes
El següent diagrama mostra les poblacions més properes.